# サマリア・アラム語
サマリア・アラム語（サマリア・アラムご、英: Samaritan Aramaic language）はアラム語の方言の一つである。サマリア人が彼らの神聖で学術的な文献で使用している。